# Mole Valley
Mole Valley este un district ne-metropolitan situat în Regatul Unit, în comitatul Surrey din regiunea South East, Anglia.

## Orașe din cadrul districtului
- Dorking
- Leatherhead

## Vedeți și
- Listă de orașe din Regatul Unit